# Collège Saint-Joseph (Kinshasa)
Pour les articles homonymes, voir Collège Saint-Joseph.
Le Collège Saint-Joseph de Kinshasa a été fondé le 19 mars 1917 par le père Raphaël de la Kethulle pendant la période coloniale .
Il se trouve au no 1 de l'avenue Isiro, dans la commune de la Gombe à Kinshasa, capitale de la République démocratique du Congo. Il fait partie des écoles les plus prestigieuses de la République démocratique du Congo dont la réputation a dépassé les frontières nationales. 
Faisant partie des écoles conventionnées catholiques de Kinshasa, Le collège est réputé pour ses excellents résultats aux Examens d'État. Il est connu pour son élitisme et, par conséquent, d'avoir formé de nombreux intellectuels, hommes politiques, scientifiques et personnalités congolaises dont la liste ne peut être exhaustive. 
La devise « Pro Deo, Pro Patria », expression latine signifiant Pour Dieu et Pour la Patrie, traduit l'engagement de cet établissement a inculquer aux élèves, abstraction faite de l'enseignement établit par l'État, non seulement des valeurs morales irréprochables dans la société mais aussi l'amour de sa Nation, de sa société.

## Historique

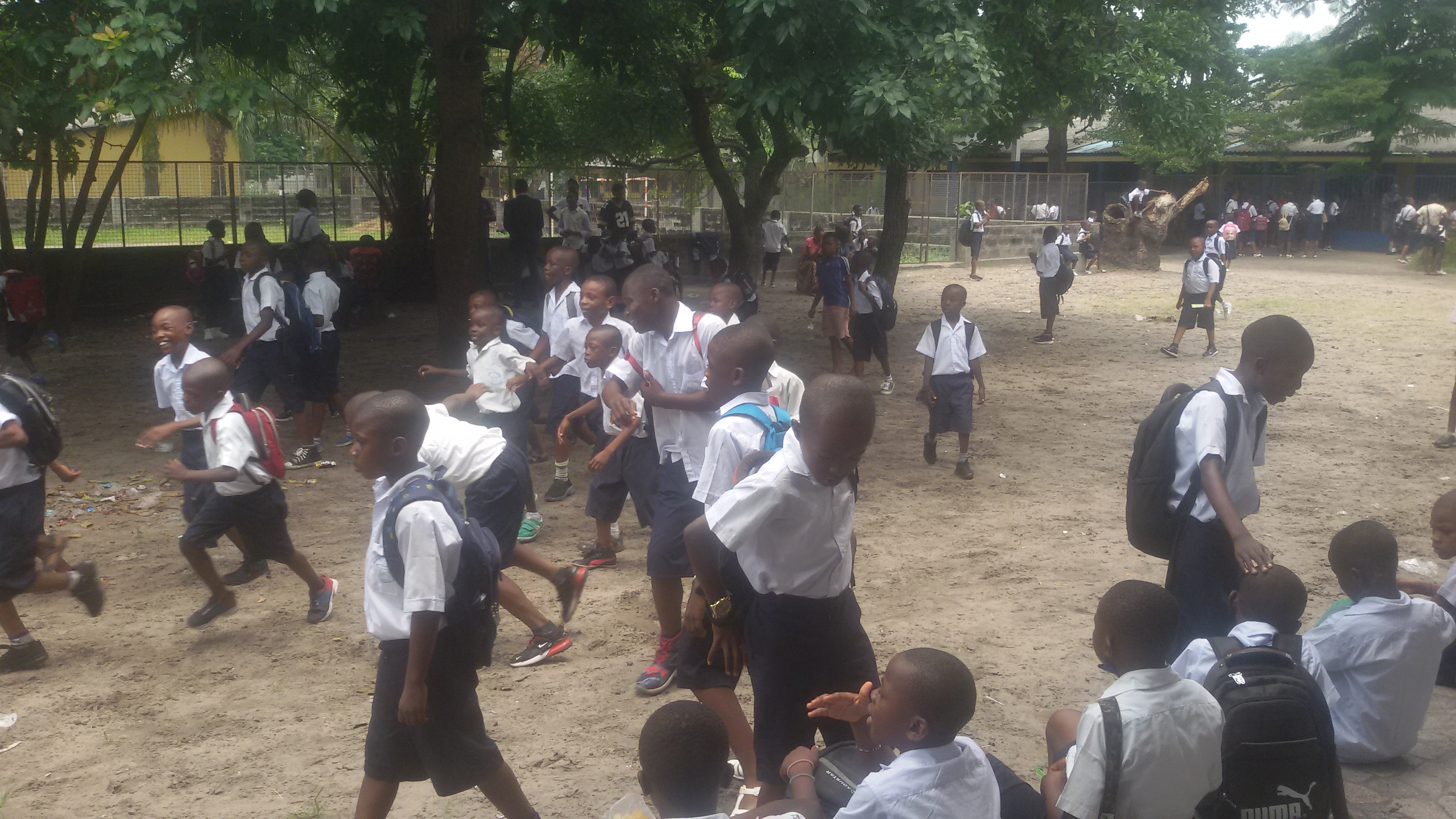
Élèves de l'école Elikya en uniforme.

Anciennement Sainte-Anne, le nom de la paroisse catholique se trouvant juste à côté, elle est la première école pour indigènes à Léopoldville, qui jusqu'au milieu des années 1950 n'était qu'une école primaire.
Aujourd'hui, il est exclusivement un établissement d'enseignement secondaire masculin.
En 1971, par souci d'africanisation des noms officiels, il prend le nom de Collège Elikya (elíkya signifie espérance en lingala), il portera ce nom jusqu'au début des années 1990.
La devise du collège est : « Pro Deo - Pro Patria » (pour Dieu - pour la Patrie).

## Options organisées
- Biologie et chimie
- Latin et philosophie
- Mathématique et physique

## Anciens élèves notables
- Cyrille Adoula[1]
- Joseph Ileo
- Mobutu Sese Seko
- Koffi Olomidé
- Thomas Kanza[2]
- Félix Tshisekedi
- Hugues Kisita
- Abdoulaye Yerodia Ndombasi[2]
- Joseph-Albert Malula, cardinal[2]
- Eugène Moke, évêque[2]
- Dominique Bulamatari, évêque[2]